# Hermann Rumschöttel (Historiker)
Hermann Rumschöttel (* 26. August 1941 in Bad Reichenhall) ist ein deutscher Archivar und Historiker. Von 1997 bis Ende Februar 2008 war er Generaldirektor der Staatlichen Archive Bayerns. 

## Leben
Rumschöttel studierte zwischen 1963 und 1968 Geschichte, Germanistik, Geographie und Philosophie an den Universitäten in München (LMU) und Hamburg. Nach dem Ersten Staatsexamen 1968 ließ er sich von 1970 bis 1973 an der Bayerischen Archivschule in München zum wissenschaftlichen Archivar ausbilden. Während dieser Zeit wurde er 1972 an der LMU über Das bayerische Offizierskorps, 1866–1914 promoviert. 1973 legte er das Zweite Staatsexamen ab.
Im Anschluss war Rumschöttel zunächst von 1973 bis 1975 als Archivar im Bayerischen Hauptstaatsarchiv tätig. 1975 übernahm er eine Stelle in der Generaldirektion der Staatlichen Archive Bayerns. 1995 wurde er zum Direktor des Bayerischen Hauptstaatsarchivs berufen. Seit 1997 war er Generaldirektor der Staatlichen Archive Bayerns. Im gleichen Jahr übernahm er an der Universität der Bundeswehr München eine Honorarprofessur für Geschichte. 
Von 1985 bis 1993 war Rumschöttel Vorsitzender des Vereins deutscher Archivare. Zudem diente er zwischen 1984 und 1996 als Zweiter Bürgermeister seines Heimatortes Neubiberg. Bis Ende 2014 war er zudem 2. Vorsitzender der Kommission für bayerische Landesgeschichte bei der Bayerischen Akademie der Wissenschaften. In der konstituierenden Sitzung des Gemeinderats wurde er am 6. Mai 2008 erneut zum 2. Bürgermeister gewählt und war damit bis zur Neuwahl des 1. Bürgermeisters amtierender Rathauschef.
Hermann Rumschöttel ist mit Johanna Rumschöttel (geb. Breu), Landrätin des Landkreises München von 2008 bis 2014, verheiratet und hat mit ihr sechs Kinder.
Rumschöttel ist Vorsitzender des Kuratoriums der Sudetendeutschen Akademie der Wissenschaften und Künste.

## Ehrungen und Auszeichnungen
- 2006: Preis der Bayerischen Volksstiftung[3]
- 2006: Puschkin-Medaille[3]
- 2006: Medaille „Za zásluhy o české archivnictví“
- 2006: Bayerische Verfassungsmedaille in Silber
- 2007: Bayerischer Verdienstorden
- 2014: Verdienstorden der Bundesrepublik Deutschland (Verdienstkreuz am Bande)

## Schriften
- mit Thomas Beyer (Hrsg.): Bayern ist ein Sozialstaat. Die Arbeiterwohlfahrt und das soziale Bayern. Gestern – heute – morgen. AWO Landesverband Bayern e. V., München 2020.
- Ludwig II. von Bayern. Beck, München 2011.
- Das bayerische Offizierkorps. 1866–1914. Duncker & Humblot, Berlin 1973.